# 一九八四 (1956年電影)
《一九八四》（英語：1984）是一部1956年英國黑白科幻電影，改編自喬治·歐威爾的小說《一九八四》，描繪了一個極權主義的未來社會。由邁克爾·安德森執導，主演是艾德蒙·奧布萊恩，飾演主角溫斯頓·史密斯，其他演員有當奴·派辛斯、揚·斯特林和麥可·蕾格烈芙。反派角色奧勃良（O'Brien）則改名為奧康納（O'Connor），因為與演員艾德蒙·奧布萊恩（Edmond O'Brien）的姓氏相同。
本片是在1956年與另一部英國科幻電影《鐵堡殲魔》一起發行的。在按慣例發行商協議到期後，本片將歐威爾的財產從電影和電視發行頻道中取回，多年來一直未能合法買到。
1954年，彼得·库欣和André Morell出演了一部BBC的電視電影改編作，受英國觀眾的非常歡迎，導致了1956年奧布萊恩電影版的製作。在1954年的電視版本中派辛斯也有出現，扮演Syme的角色，而這個角色在本片與Parsons的角色合併在一起。

## 演員
- 艾德蒙·奧布萊恩 飾演 溫斯頓·史密斯
- 麥可·蕾格烈芙（英语：Michael Redgrave） 飾演 奧康納
- 揚·斯特林（英语：Jan Sterling） 飾演 Julia
- 大衛·科索夫（英语：David Kossoff） 飾演 Charrington
- Mervyn Johns（英语：Mervyn Johns） 飾演 Jones
- 當奴·派辛斯 飾演 Mr Parsons
- Carol Wolveridge 飾演 Mrs Parsons
- Ernest Clark（英语：Ernest Clark） 飾演 Outer Party Announcer
- 帕特里克·阿倫（英语：Patrick Allen） 飾演 Inner Party Official
- Michael Ripper（英语：Michael Ripper） 飾演 Outer Party Orator
- Ewen Solon（英语：Ewen Solon） 飾演 Outer Party Orator
- 肯尼斯·格里菲斯（英语：Kenneth Griffith） 飾演 Prisoner

## 外部連結
- 互联网电影数据库（IMDb）上《1984》的资料（英文）
- 爛番茄上《1984》的資料（英文）